# Římskokatolická farnost Olšany u Dačic
Římskokatolická farnost Olšany u Dačic je územní společenství římských katolíků v rámci telčského děkanství brněnské diecéze s farním kostelem svatého Václava.

## Historie farnosti
Nejstarší zpráva o Olšanech pochází z roku 1350. Roku 1787 prodal tehdejší majitel olšanský zámeček Náboženské matici a ta v něm zřídila kostel a faru.

## Duchovní správci
Administrátorem excurrendo byl R. D. Stanislav Forst. Od 1. září 2018 byl administrátorem farnosti R. D. Mgr. Josef Maincl. 1. září 2023 se pak administrátorem stal R. D. Martin Hönig.

## Bohoslužby
| Kostel          | Místo  | Bohoslužba (den) | Hodina | Poznámka     |
| --------------- | ------ | ---------------- | ------ | ------------ |
| svatého Václava | Olšany | sobota           | 17.00  | farní kostel |

## Aktivity ve farnosti
Dnem vzájemných modliteb farností za bohoslovce a bohoslovců za farnosti brněnské diecéze je 26. listopad. Adorační den připadá na nejbližší neděli po 29. dubnu.
Ve farnosti se pořádá tříkrálová sbírka. V roce 2016 se při sbírce vybralo na Dačicku 298 574 korun, o rok později činil výtěžek na Dačicku 298 561 korun.